# Guerres vénéto-ottomanes
Guerres vénéto-ottomanes
Les termes de guerre vénéto-turque, guerre turco-vénitienne ou guerre vénéto-ottomane renvoient à une série de guerres entre la république de Venise et l'Empire ottoman. Ces conflits sont : 
- La première guerre vénéto-ottomane de 1463 à 1479.
- La deuxième guerre vénéto-ottomane de 1499 à 1503.
- La troisième guerre vénéto-ottomane de 1537 à 1540.
- La quatrième guerre vénéto-ottomane, ou guerre de Chypre, de 1570 à 1573.
- La guerre de Crète, ou guerre de Candie de 1645 à 1669.
- La guerre de Morée de 1684 à 1699, durant la grande guerre turque.
- La septième guerre vénéto-ottomane de 1714 à 1718.